# Gebed in het bahai-geloof
Het gebed in het bahai-geloof bestaat uit woorden die zijn gericht tot God. Het gebod te bidden is een van de belangrijkste bahai-wetten voor de individuele bahai-gelovige. Doel ervan is dichter bij God en Bahá'u'lláh te komen, het eigen gedrag te verbeteren en te vragen om goddelijke bijstand. Zowel Bahá'u'lláh, de grondlegger van het bahai-geloof als zijn zoon, 'Abdu'l-Bahá, schreven vele gebeden, die in tal van talen zijn gepubliceerd.

## Algemene leringen
Bahá'u'lláh moedigde bahai-gelovigen aan vaak te bidden. Hij schreef dat gebed zowel individueel als een daad van aanbidding van God moet worden gebruikt, als samen tijdens bijeenkomsten. De bahai-geschriften leren dat gebed essentieel is voor de ontwikkeling van spiritualiteit en dat de impuls om te bidden natuurlijk is. Het resultaat van gebed wordt echter niet verkregen door het bidden zelf, maar door de geestelijke toestand verkregen als gevolg van het bidden. In dit verband schreef Bahá'u'lláh dat een kort gebed, gezegd in een opgewekte staat, beter is dan een lang gebed dat niet aanzet tot een geestelijke staat.
In de bahai-geschriften is het doel van gebed om dichter bij God te komen en iemands eigen gedrag te verbeteren en te vragen om goddelijke hulp. Gebed wordt gebruikt voor het uitdrukken van iemands liefde voor God en om zijn of haar innerlijk te beïnvloeden. Gebed kan ook worden gebruikt voor het verkrijgen van specifieke materiële doeleinden, maar de bahai-geschriften bevestigen dat het belangrijker is om te bidden voor de liefde Gods zonder enige andere hoop of vrees. Bahá'u'lláh heeft geschreven dat gebed essentieel is voor elke onderneming en dat het bevestigingen van God aantrekt.
De bahai-leringen bevestigen dat het individuele gebed moet worden uitgevoerd wanneer men alleen is, vrij van afleidingen, zoals vroeg in de ochtend of 's avonds laat. Gezamenlijk bidden, waarbij individuele personen om de beurt gebeden zeggen of zingen, wordt ook aangemoedigd; dit wordt meestal gedaan aan het begin van bijeenkomsten, zoals het negentiendaagsfeest en administratieve vergaderingen.

## Verplichte gebeden
Naast de algemene gebeden heeft Bahá'u'lláh dagelijkse verplichte gebeden voorgeschreven in zijn boek met wetgevingen, de Kitáb-i-Aqdas. Het verplichte gebed is een belangrijke religieuze verplichting vanaf de leeftijd van vijftien en het is de belangrijkste vorm van gebed. Het doel van het verplichte gebed is het bevorderen van de ontwikkeling van nederigheid en toewijding. In tegenstelling tot bijna alle andere gebeden in het bahai-geloof zijn er specifieke verordeningen betreffende de verplichte gebeden, maar aangezien het verplichte gebed een persoonlijke geestelijke verplichting is, kan geen administratieve sanctie worden verkregen wanneer een bahai-gelovige zijn dagelijks gebed niet zegt.
Bahá'u'lláh schreef drie verplichte gebeden – de korte, de middellange en de lange – en bahai-beoefenaars zijn vrij in de keuze om een van deze drie per dag te zeggen. Het Korte en het Middellange Gebed moeten op bepaalde tijdstippen gezegd worden: het Korte Gebed één keer tussen het middaguur en zonsondergang en het Middellange Gebed driemaal per dag: eenmaal tussen zonsopgang en het middaguur, eenmaal tussen het middaguur en zonsondergang en eenmaal tussen zonsondergang en twee uur na zonsondergang. Het Lange Gebed kan op elk moment van de dag gezegd worden. Bij de Middellange en Lange Gebeden horen ook bewegingen en gebaren tijdens de gebeden, die ook verplicht zijn, behalve wanneer een persoon fysiek niet in staat is voor de uitvoering ervan. Shoghi Effendi heeft geschreven dat deze bewegingen en gebaren symbolisch zijn worden gebruikt om de concentratie tijdens het gebed te vergroten.
Verder dient het verplichte gebed te worden voorafgegaan door het reinigen van de handen en gezicht en men moet zich keren tot de Qiblih, de graftombe van Bahá'u'lláh.

## Algemene gebeden
Bahá'u'lláh, de Báb, 'Abdu'l-Bahá en Shoghi Effendi schreven duizenden gebeden; veel van deze gebeden waren oorspronkelijk onderdeel van brieven aan individuen. De meeste van deze gebeden zijn geschreven in het Arabisch en Perzisch en 'Abdu'l-Bahá schreef een paar in het Turks. Een groot aantal van deze gebeden zijn vertaald in het Engels en vele honderden talen; het korte verplichte gebed is vertaald in 501 talen. Gebeden zijn geschreven voor onder andere bescherming, eenheid, geestelijke groei, genezing, hulp en bijstand, onthechting, ontwaken, reizen en vergeving. De gebeden kunnen hardop worden gezegd of gezongen en de tekst mag niet worden gewijzigd. Bij het zeggen van een algemeen gebed hoeft men zich niet naar de Qiblih te keren.
Bahai-gebeden verschillen sterk in vorm, maar een typisch gebed begint met de smeekbede tot de eigenschappen van God, dan een loftuiting en vervolgens een verzoek om bijvoorbeeld begeleiding of bescherming. Het einde van het gebed is meestal samengesteld uit een aantal van Gods eigenschappen. In de gebeden komt vaak beeldspraak voor, onder andere uit de islamitische literatuur en Perzische poëzie.

## Speciale gebeden
Er bestaat ook een aantal gebeden die kunnen worden gezegd in specifieke omstandigheden of gevallen, inclusief gebeden voor de vasten en specifieke heilige dagen. Drie andere gebeden worden door de gelovigen vaak gezien als een grote kracht hebbende. Dat zijn het korte gebed van de Báb voor het wegnemen van moeilijkheden, de Tafel van Ahmad en het Lange Genezingsgebed, beide geschreven door Bahá'u'lláh. Er is ook een gebed van Bahá'u'lláh voor bescherming tegen rampspoed en pestilentie (epidemieën).
De Tafel van Ontmoeting is een gebed dat gebruikt wordt tijdens het bezoeken van de graftombe van Bahá'u'lláh en die van de Báb en wordt ook gebruikt tijdens de heilige dagen die aan hen gerelateerd zijn; de tafel bestaat uit passages afkomstig uit verschillende geschriften van Bahá'u'lláh. Er is ook een Tafel van Ontmoeting voor 'Abdu'l-Bahá, dat een gebed is dat nederigheid en onzelfzuchtigheid uitspreekt. Bahá'u'lláh schreef ook een specifiaal Gebed voor de Doden, dat gezegd dient te worden voor de begrafenis van een bahai-gelovige boven de leeftijd van vijftien. Het gebed wordt hardop gezegd door een enkele persoon, terwijl anderen die aanwezig zijn staan in stilte. Dit is het enige verplichte gebed dat in samenkomsten gezegd wordt.

## De Grootste Naam
Bahai-gelovigen herhalen de woorden "Allah-u-Abha", een vorm van de Grootste Naam, 95 keer per dag, zoals beschreven door Bahá'u'lláh in de Kitáb-i-Aqdas, soms met behulp een gebedssnoer.

## Meditatie
In de bahá'í-leringen is meditatie een belangrijk instrument voor geestelijke ontwikkeling, waarbij reflectie op de woorden van God een belangrijk onderdeel is. Gebed en meditatie zijn met elkaar verbonden.
Het doel van meditatie is om iemands begrip van de woorden van God te versterken, om iemands ziel gevoeliger te maken voor de transformerende kracht ervan, en om een geestelijke verbinding met God tot stand te brengen en te behouden.
Bahá'u'lláh heeft geen bepaalde vorm van meditatie gespecificeerd, daarom is elke persoon vrij om zijn eigen vorm te kiezen. Hij instrueerde baháʼís tweemaal per dag, 's ochtends en 's avonds, een passage uit de Baháʼí-geschriften te lezen en erover te mediteren.

## Verder lezen
- Compilatie (1986). Gebed en Meditatie. Stichting Bahá'í Literatuur, Den Haag. Geraadpleegd op 16 december 2020.
- Bahá'í World Centre (2019). Prayer and Devotional Life (compilatie).
- Rabbani, Ruhiyyih, ed. (1982). The Desire of the World: Materials for the contemplation of God and His Manifestation for this Day. New Delhi, India: Baha'i Publishing Trust. ISBN 81-7896-053-2.